# Ligue Féminine de Basket
La LFB (Ligue Féminine de Basket, Lega Femminile di Pallacanestro) è il massimo campionato francese femminile di pallacanestro. È l'equivalente della LNB maschile ed è posto sotto l'egida della Fédération Française de Basket-Ball.
Dal 2024 al 2027 il campionato assume il nome di La Boulangère Wonderligue (LBWL) per motivi di sponsorizzazione.

## Storia
La prima edizione è stata organizzata nel 1937. A partire dall'anno 2005 la prima giornata - anche detta Open de la Ligue féminine - viene giocata da ogni squadra nell'impianto Pierre-de-Coubertin di Parigi. Nello stesso giorno, a partire dall'anno 2014, viene disputata la supercoppa (chiamata Match des champions) tra la vincitrice del campionato e quella della coppa di Francia.

## Organico
Le squadre che hanno partecipato alla Ligue Féminine de Basket nella stagione 2024-2025 sono state:
- U.F. Angers
- C.J.M. Bourges
- Flammes Carolo
- Charnay
- C' Chartres
- Landerneau
- Basket Landes
- Lyon ASVEL
- Lattes Montpellier
- Roche Vendée
- Tarbes
- Villeneuve-d'Ascq

## Albo d'oro

### Vittorie per anno

#### Dal 1921 al 1936
Campionati non riconosciuti dalla FFBB, inizialmente organizzati dalla Fédération française d'athlétisme.
- 1921: CO Haguenau
- 1922: AS Strasbourg
- 1923: AS Strasbourg
- 1924: AS Strasbourg
- 1925: AS Strasbourg
- 1926: non disputati

- 1927: Racing CF
- 1928: Linnet's Saint-Maur
- 1929: Linnet's Saint-Maur
- 1930: Linnet's Saint-Maur
- 1931: CAUFA Reims
- 1932: Linnet's Saint-Maur

- 1933: Linnet's Saint-Maur
- 1934: Linnet's Saint-Maur
- 1935: Linnet's Saint-Maur
- 1936: non disputati

#### 1937-oggi
Campionati riconosciuti dalla FFBB. Dal 1937 al 1950 Excellence, dal 1951 al 1973 Nationale, dal 1974 al 1998 Nationale 1 A e dopo il 1999 Ligue féminine de basket (LFB)
- 1937: CA Mulhouse
- 1938: Linnet's Saint-Maur
- 1939: Nice Sports
- 1940 e 1941: non disputati
- 1942: CO Périgueux-Ouest
- 1943: Nice Sports
- 1944: Linnet's Saint-Maur
- 1945: Stade Marseillais UC
- 1946: Fémina Sport Paris
- 1947: US Métro Paris
- 1948: AS Strasbourg
- 1949: Grenoble OU
- 1950: CS Château-Thierry
- 1951: CS Château-Thierry
- 1952: CS Château-Thierry
- 1953: FS Montpellier
- 1954: Paris UC
- 1955: Stade de l'Est (Pavillons-sous-Bois)
- 1956: US Ivry
- 1957: Paris UC
- 1958: AS Montferrand
- 1959: AS Montferrand
- 1960: Paris UC
- 1961: Paris UC
- 1962: AS Montferrand
- 1963: Paris UC
- 1964: Paris UC
- 1965: Paris UC
- 1966: la Gerbe Montceau-les-Mines

- 1967: la Gerbe Montceau-les-Mines
- 1968: Clermont UC
- 1969: Clermont UC
- 1970: Clermont UC
- 1971: Clermont UC
- 1972: Clermont UC
- 1973: Clermont UC
- 1974: Clermont UC
- 1975: Clermont UC
- 1976: Clermont UC
- 1977: Clermont UC
- 1978: Clermont UC
- 1979: Clermont UC
- 1980: Stade Français
- 1981: Clermont UC
- 1982: Asnières Sports
- 1983: Stade Français
- 1984: Stade Français
- 1985: Stade Français
- 1986: Stade Français Versailles
- 1987: Stade Français Versailles
- 1988: BAC Mirande
- 1989: BAC Mirande
- 1990: BAC Mirande
- 1991: Challes-les-Eaux Savoie
- 1992: Challes-les-Eaux Savoie
- 1993: Challes-les-Eaux Savoie
- 1994: US Valenciennes-Orchies
- 1995: CJM Bourges

- 1996: CJM Bourges
- 1997: CJM Bourges
- 1998: CJM Bourges
- 1999: CJM Bourges
- 2000: CJM Bourges
- 2001: US Valenciennes
- 2002: US Valenciennes
- 2003: US Valenciennes
- 2004: US Valenciennes
- 2005: US Valenciennes
- 2006: CJM Bourges
- 2007: US Valenciennes
- 2008: CJM Bourges
- 2009: CJM Bourges
- 2010: Tarbes GB
- 2011: CJM Bourges
- 2012: CJM Bourges
- 2013: CJM Bourges
- 2014: Lattes-Montpellier
- 2015: CJM Bourges
- 2016: Lattes-Montpellier
- 2017: Villeneuve d'Ascq
- 2018: CJM Bourges
- 2019: Lyon ASVEL
- 2020: non assegnato
- 2021: Basket Landes
- 2022: CJM Bourges
- 2023: Lyon ASVEL
- 2024: Villeneuve d'Ascq
- 2025: Basket Landes

## Finali in dettaglio
| stagione                                   | Campione                | Finalista                 | Gara 1        | Gara 2        | Gara 3        | Gara 4        | Gara 5        | Serie         |               |
| ------------------------------------------ | ----------------------- | ------------------------- | ------------- | ------------- | ------------- | ------------- | ------------- | ------------- | ------------- |
| Con il nome Nationale Féminine 1A (NF1A)   |                         |                           |               |               |               |               |               |               |               |
| 1988                                       | BAC Mirande             | Stade Français Versailles | 44-42         | 82-77         | -             |               |               | 2-0           |               |
| 1989                                       | BAC Mirande             | Racing Paris              | 87-84         | 81-67         | -             |               |               | 2-0           |               |
| 1990                                       | BAC Mirande             | Racing Paris              | 73-61         | 69-49         | -             |               |               | 2-0           |               |
| 1991                                       | Challes-les-Eaux Savoie | BAC Mirande               | 77-80         | 86-85         | 110-77        |               |               | 2-1           |               |
| 1992                                       | Challes-les-Eaux Savoie | Racing Paris              | 80-68         | 69-63         | -             |               |               | 2-0           |               |
| 1993                                       | Challes-les-Eaux Savoie | Tarbes GB                 | 58-66         | 64-60         | 80-75         |               |               | 2-1           |               |
| 1994                                       | US Valenciennes-Orchies | Challes-les-Eaux          | 54-52         | 59-38         | -             |               |               | 2-0           |               |
| 1995                                       | CJM Bourges             | Tarbes GB                 | 58-*56        | *78-69        | -             |               |               | 2-0           |               |
| 1996                                       | CJM Bourges             | US Valenciennes-Orchies   | 73-76         | 63-49         | 79-45         |               |               | 2-1           |               |
| 1997                                       | CJM Bourges             | US Valenciennes-Orchies   | 65-67         | 76-55         | 71-59         |               |               | 2-1           |               |
| 1998                                       | CJM Bourges             | US Valenciennes-Orchies   | 50-*58        | *56-46        | *51-38        |               |               | 2-1           |               |
| Con il nome Ligue Féminine de Basket (LFB) |                         |                           |               |               |               |               |               |               |               |
| 1999                                       | CJM Bourges             | US Valenciennes-Orchies   | 59-*71        | *54-36        | *87-52        |               |               | 2-1           |               |
| 2000                                       | CJM Bourges             | US Valenciennes           | *65-60 (t.s.) | 62-*57        | -             |               |               | 2-0           |               |
| 2001                                       | US Valenciennes         | CJM Bourges               | *63-62        | 81-*71 (t.s.) | -             |               |               | 2-0           |               |
| 2002                                       | US Valenciennes         | CJM Bourges               | *77-51        | 72-*62        | -             |               |               | 2-0           |               |
| 2003                                       | US Valenciennes         | Tarbes GB                 | *88-59        | 71-*55        | -             |               |               | 2-0           |               |
| 2004                                       | US Valenciennes         | CJM Bourges               | 58-*52        | *79-56        | -             |               |               | 2-0           |               |
| 2005                                       | US Valenciennes         | CJM Bourges               | *63-57        | 54-*47        | 59-*55        | -             |               | 3-0           |               |
| 2006                                       | CJM Bourges             | US Valenciennes           | *68-56        | 66-*85        | 71-*58        |               |               | 2-1           |               |
| 2007                                       | US Valenciennes         | CJM Bourges               | 64-*55        | *70-61        | -             |               |               | 2-0           |               |
| 2008                                       | CJM Bourges             | Lattes Montpellier        | 58-*56        | *52-45        | -             |               |               | 2-0           |               |
| 2009                                       | CJM Bourges             | Tarbes GB                 | 47-*55        | *78-37        | *72-52        |               |               | 2-1           |               |
| 2010                                       | Tarbes GB               | CJM Bourges               | 76-*73        | *54-40        | -             |               |               | 2-0           |               |
| 2011                                       | CJM Bourges             | Tarbes GB                 | 71-*53        | *71-59        | -             |               |               | 2-0           |               |
| 2012                                       | CJM Bourges             | Lattes-Montpellier        | 59-*47        | *53-45        | -             |               |               | 2-0           |               |
| 2013                                       | CJM Bourges             | Lattes-Montpellier        | *54-62        | 60-*53        | 64-*54        |               |               | 2-1           |               |
| 2014                                       | Lattes-Montpellier      | CJM Bourges               | *63-54        | 53-*55        | 50-*44        |               |               | 2-1           |               |
| 2015                                       | CJM Bourges             | Villeneuve-d'Ascq         | 51-*61        | *63-55        | *51-49        |               |               | 2-1           |               |
| 2016                                       | Lattes-Montpellier      | CJM Bourges               | 49-*54        | *61-51        | *65-63        |               |               | 2-1           |               |
| 2017                                       | Villeneuve d'Ascq       | Lattes-Montpellier        | 79-*64        | 62-*64        | *80-60        | *66-49        |               | 3-1           |               |
| 2018                                       | CJM Bourges             | Tarbes GB                 | *86-66        | *80-56        | 63-*64        | 87-*80        |               | 3-1           |               |
| 2019                                       | Lyon ASVEL              | Lattes-Montpellier        | *71-60        | *77-69        | 61-*72        | 85-*91        | *75-61        | 3-2           |               |
| 2020                                       | non assegnato           | non assegnato             | non assegnato | non assegnato | non assegnato | non assegnato | non assegnato | non assegnato | non assegnato |
| 2021                                       | Basket Landes           | Lattes-Montpellier        | 72-64         |               |               |               |               | [ 4 ]         |               |
| 2022                                       | CJM Bourges             | Lyon ASVEL                | *76-66        | *78-62        | 59-*53        |               |               | 3-0           |               |
| 2023                                       | Lyon ASVEL              | Villeneuve d'Ascq         | 59-*67        | *85-72        | *74-68        |               |               | 2-1           |               |
| 2024                                       | Villeneuve d'Ascq       | Basket Landes             | 70-*66        | *114-88       |               |               |               | 2-0           |               |
| 2025                                       | Basket Landes           | Tarbes GB                 | 51-*56        | *51-44        | *84-51        |               |               | 2-1           |               |

Nota:

Nei campionati 2004-2005 e dall'edizione 2016-2017 al 2021-2022, la finale si disputa al meglio delle 5 gare, negli altri anni al meglio delle tre.

## Titoli per squadra
| Titoli | Squadra                  | Anno                                                                                     |
| ------ | ------------------------ | ---------------------------------------------------------------------------------------- |
| 15     | CJM Bourges Basket       | 1995, 1996, 1997, 1998, 1999, 2000, 2006, 2008, 2009, 2011, 2012, 2013, 2015, 2018, 2022 |
| 13     | Clermont UC              | 1968, 1969, 1970, 1971, 1972, 1973, 1974, 1975, 1976, 1977, 1978, 1979, 1981             |
| 7      | Parigi UC                | 1954, 1957, 1960, 1961, 1963, 1964, 1965                                                 |
| 7      | Valenciennes Olympic     | 1994, 2001, 2002, 2003, 2004, 2005, 2007                                                 |
| 6      | Stade français           | 1980, 1983, 1984, 1985, 1986, 1987                                                       |
| 3      | CS Château-Thierry       | 1950, 1951, 1952                                                                         |
| 3      | AS Montferrand           | 1958, 1959, 1962                                                                         |
| 3      | BAC Mirande              | 1988, 1989, 1990                                                                         |
| 3      | Challes-les-Eaux Basket  | 1991, 1992, 1993                                                                         |
| 2      | Linnet's Saint-Maur      | 1938, 1944                                                                               |
| 2      | Nice Sports              | 1939, 1943                                                                               |
| 2      | Gerbe Montceau-les-Mines | 1966, 1967                                                                               |
| 2      | Lattes-Montpellier       | 2014, 2016                                                                               |
| 2      | Lyon ASVEL               | 2019, 2023                                                                               |
| 2      | Villeneuve d'Ascq        | 2017, 2024                                                                               |
| 2      | Basket Landes            | 2021, 2025                                                                               |
| 1      | CA Mulhouse              | 1937                                                                                     |
| 1      | Périgueux Ouest          | 1942                                                                                     |
| 1      | Stade Marsellais         | 1945                                                                                     |
| 1      | Fémina Sport Paris       | 1946                                                                                     |
| 1      | Métro Parigi             | 1947                                                                                     |
| 1      | AS Strasburgo            | 1948                                                                                     |
| 1      | Grenoble OU              | 1949                                                                                     |
| 1      | Fémina Sport Montpellier | 1953                                                                                     |
| 1      | Stade de l'Est           | 1955                                                                                     |
| 1      | US Ivry                  | 1956                                                                                     |
| 1      | Asniéres Sports          | 1982                                                                                     |
| 1      | Tarbes GB                | 2010                                                                                     |

## Squadre

### Vecchi gruppi di LFB
- RC Strasbourg (1998-2000, 2004-2006)
- Toulouse-Launaguet Basket (1998-1999, 2002-2004)
- Limoges ABC (1999-2000)
- Évolution Roubaix (2003-2004)
- W Bordeaux Basket (1997-2003)
- Saint-Jacques Sports Reims
- ASA Sceaux Basket Féminin
- Istres Sports BC (2000-2001)
- Avenir de Rennes (1998-1999)